# یوسی‌لینوکس

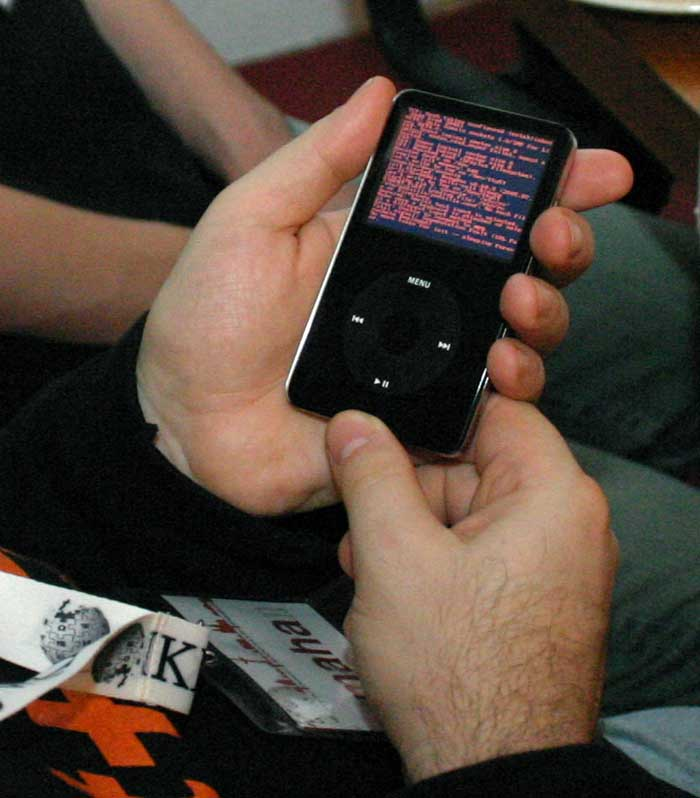
یو سی لینوکس (با نماد μClinux) توزیعی از سیستم‌عامل لینوکس است.

یو سی لینوکس (با نماد μClinux) توزیعی از سیستم‌عامل لینوکس است. دو حرف اول نماد این سیستم‌عامل (μC) به معنای میکروکنترولر می‌باشد. این توزیع مخصوص میکروکنترولرهایی طراحی شده که فاقد واحد مدیریت حافظه می‌باشند. این سیتم عامل در سال ۱۹۹۸ میلادی توسط Jeff Dionne و Kenneth Albanowski برای شرکت موتورولا ساخته شد و بر روی میکروکنترولرهای سری 68k (به‌طور خاص ۶۸۳۲۸) از خانواده DragonBall و با هسته لینوکس نسخه ۲٫۰٫۳۳ به کار گرفته شد. بعد از اولین انتشار این سیستم‌عامل جامعه توسعه دهندگان علاقه روزافزونی به گسترش آن برای معماری‌های مختلف میکروکنترولرها و با استفاده از نسخه‌های جدیدتر هسته لینوکس نشان دادند. در اوایل سال ۱۹۹۹ میلادی قابلیت پشتیبانی برای پردازنده‌هایی باهسته ColdFire از شرکت موتورولا (این شرکت هم‌اکنون با نام فری اسکیل شناخته می‌شود) نیز به آن افزوده شد. پشتیبانی از میکروکنترولرهای دارای هسته ARM نیز چندی بعد در همان سال امکان‌پذیر شد.
علیرغم اینکه یو سی لینوکس در ابتدا نسخه ۲٫۰ از هسته لبنوکس را برای خود برگزید، هم‌اکنون با نسخه‌های ۲٫۴ و ۲٫۶ هسته لینوکس کار می‌کند. در تاریخچه این توزیع، هرگز تلاشی برای استفاده از هسته لینوکس نسخه ۲٫۲ نشده‌است.
در سیر تکاملی یو سی لینوکس، مجموعه‌ای از توابع کتابخانه‌ای به زبان سی نیز تشکیل شد که به آن uClibc گفته می‌شود و هم‌اکنون به‌طور مستقل توسعه‌دهی و نگهداری می‌شود. برنامه‌های اجرایی تولید شده با هدف اجرا بر روی یوسی‌لینوکس باید با این کتابخانه موقع تولید کد اجرایی پیوند بخورند.

## معماری‌های پشتیبانی شده
- سری ان‌آی‌اواس از شرکت آلترا
- دی‌اس‌پی‌های بلکفین از شرکت آنالوگ دیوایسز
- معماری آرم
- سری CRIS از شرکت ETRAX
- سری M68K از شرکت فری‌اسکیل (با هسته‌های دراگون‌بال، کولدفایر، PowerQUICC و غیره)
- سری FRV از شرکت فوجیتسو
- خانواده H۸ از شرکت هیتاچی
- میکروکنترلر I960 از شرکت اینتل
- معماری MIPS
- میکروکنترلر V850E از شرکت ان‌ای‌سی
- میکروکنترلر MicroBlaze از شرکت زایلینکس